# Jutta Allmendinger

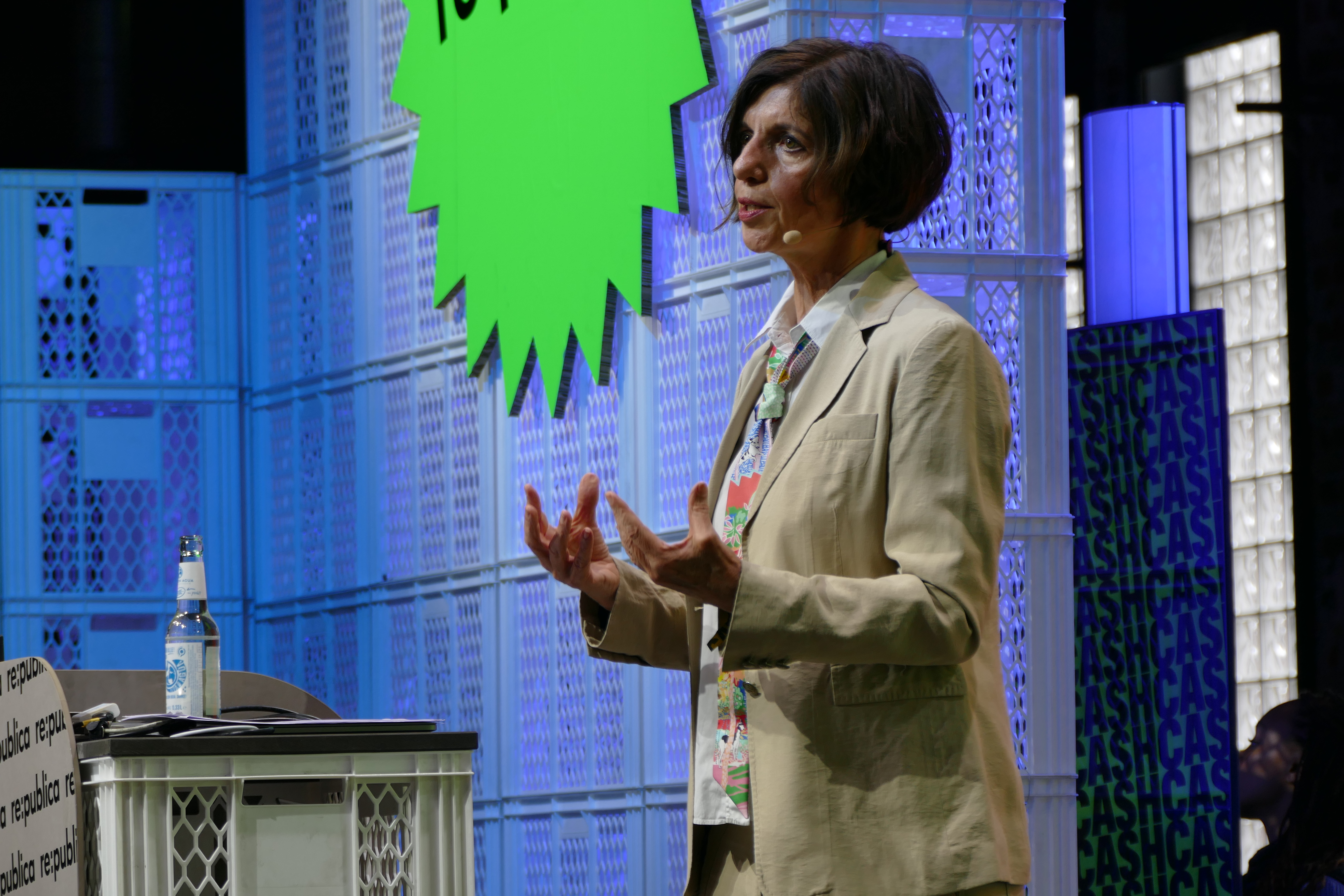
Jutta Allmendinger auf der re:publica 2023

Jutta Allmendinger (* 26. September 1956 in Mannheim) ist eine deutsche Soziologin. Sie war vom 1.  April 2007 bis Ende August 2024 Präsidentin des Wissenschaftszentrums Berlin für Sozialforschung.

## Leben

### Berufliches
Allmendinger studierte Soziologie und Sozialpsychologie an der Universität Mannheim und war wissenschaftliche Mitarbeiterin am dortigen Zentrum für Umfragen, Methoden und Analysen. Anschließend studierte sie Soziologie, Volkswirtschaftslehre und Statistik an der University of Wisconsin. An der Harvard University wurde sie 1987 promoviert (Ph.D.). Von 1988 bis 1991 war sie wissenschaftliche Angestellte am Max-Planck-Institut für Bildungsforschung in Berlin, danach an der Harvard Business School tätig. Sie habilitierte sich 1993 an der Freien Universität Berlin.
1992 erhielt sie einen Ruf als Professorin für Soziologie an der Ludwig-Maximilians-Universität München; seit 2003 war sie dort beurlaubt, um als Direktorin das Institut für Arbeitsmarkt- und Berufsforschung (IAB) zu leiten (bis 2007). Von 1999 bis 2002 war Allmendinger als erste Frau Vorsitzende der Deutschen Gesellschaft für Soziologie.
Im April 2007 übernahm sie die Leitung des Wissenschaftszentrums Berlin für Sozialforschung (WZB), die sie bis Ende August 2024 innehatte. Gleichzeitig wurde sie an der Humboldt-Universität zu Berlin zur Professorin für Bildungssoziologie und Arbeitsmarktforschung ernannt. Seit 2012 ist sie Honorarprofessorin für Soziologie an der Freien Universität Berlin.
Im Jahr 2022 übernahm sie den Vorsitz des Gender Equality Advisory Councils (GEAC) der G7-Staaten und nahm in dieser Funktion am G7-Gipfel auf Schloss Elmau teil. Im Dezember 2022 übergab sie die Empfehlungen des G7-Gleichstellungsbeirats an Bundeskanzler Scholz.
Seit dem 1. Juni 2024 ist Allmendinger Vorsitzende der Wissenschaftlichen Kommission Niedersachsen (WKN), des wichtigsten Beratungsgremiums für  Wissenschafts-, Forschungs- und Hochschulpolitik in dem Bundesland.

### Beiratstätigkeiten
Allmendingers Tätigkeiten in Beiräten im In- und Ausland sind zahlreich.

#### Abgeschlossene Aufgaben
Zwischen 2006 und 2012 war sie Mitglied der Wissenschaftlichen Kommission des Wissenschaftsrates, von 2007 bis 2011 in der von der Bundesregierung berufenen Expertenkommission für Forschung und Innovation.
Darüber hinaus war sie Mitglied des Sozialbeirats für die Rentenversicherung der Bundesregierung (bis 2012), Mitglied des Hauptausschusses für Mindestarbeitsentgelte der Bundesregierung (bis 2014) und Mitglied der High Level Economic Expert Group „Innovation for Growth“ (I4G) der Europäischen Kommission (bis 2014).
2017 war sie Vorsitzende der Jury des Innovationspreises Berlin Brandenburg, berufen von der Senatsverwaltung für Wirtschaft und dem brandenburgischen Wirtschaftsministerium.

#### Aktuelle Aufgabenfelder
Seit 2012 ist Allmendinger Mitglied im Kuratorium der Stiftung Bildung, seit 2013 Mitglied im Kuratorium der Stiftung der Deutschen Wirtschaft (sdw) und seit 2014 Mitglied des Goethe-Instituts. Im Jahr 2015 war sie gemeinsam mit Klaus Wowereit Vorsitzende der Kommission „Gleiche Rechte – gegen Diskriminierung aufgrund des Geschlechts“ der Antidiskriminierungsstelle des Bundes. Seit 2016 ist Allmendinger zudem Mitglied im Aufsichtsrat der Berliner Stadtreinigung (BSR).
Seit Mai 2017 ist sie Mitglied im fünfköpfigen Herausgeberrat der Wochenzeitung Die Zeit.
Allmendinger wurde am 16. Juni 2019 als reguläres Mitglied in den Universitätsrat der Universität Mannheim gewählt. Die Amtszeit eines Universitätsratsmitglieds beträgt drei Jahre, eine einmalige Wiederwahl ist möglich.
Die Universität Wien hat im Oktober 2022 Allmendinger als Mitglied des Universitätsrats für die Funktionsperiode vom 1. März 2023 bis zum 29. Februar 2028 bestellt.

### Privates
Allmendinger ist evangelisch und ist Mutter eines erwachsenen Sohnes. Der Vater war Sozialwissenschaftler Stephan Leibfried.

### Akademische und politische Mitgliedschaften
Jutta Allmendinger ist Mitglied der Berlin-Brandenburgischen Akademie der Wissenschaften, der Bayerischen Akademie der Wissenschaften, der Deutschen Akademie der Naturforscher Leopoldina (seit 2007) sowie der Deutschen Akademie der Technikwissenschaften Acatech.
Am 20. Januar 2021 ernannte Papst Franziskus sie zum Mitglied der Päpstlichen Akademie der Sozialwissenschaften.
Sie ist Mitglied der SPD. 2019 lehnte sie ein Angebot von Lars Klingbeil ab, gemeinsam mit ihm für den SPD-Vorsitz zu kandidieren.
Zum 10. Oktober 2024 wurde sie in den Deutschen Ethikrat berufen.

## Forschung
In ihrer Forschung befasst sich Allmendinger vor allem mit der Frage, wie die Lebensverläufe der Menschen durch Institutionen etwa der Bildung, des Arbeitsmarktes, aber auch des Wohlfahrtsstaates geprägt werden. Ihr besonderes Interesse gilt der Untersuchung von Lebensverläufen hinsichtlich des Übergangs von der (Aus-)Bildung zum Arbeitsmarkt sowie der Verflechtung der Lebensverläufe von Frauen und Männern. Weitere wichtige Forschungsgebiete sind die Ungleichbehandlung der Geschlechter in der Arbeitswelt, speziell in Fragen der Arbeitsorganisation.
1999 führte Allmendinger den Begriff der Bildungsarmut in die stark ökonomisch geprägte arbeitsmarktpolitische Debatte in Deutschland ein. Sie und andere Bildungsexperten fordern die Abschaffung von Aufgaben, die zu Hause erledigt werden müssen. Dem könne aber kein Plädoyer gegen selbständig zu lösende Aufgaben von Seiten der Schüler, innerhalb der Schule selbst, entnommen werden.
Allmendinger war leitende Wissenschaftlerin der Kooperationsstudie Das Vermächtnis – Die Welt, die wir erleben wollen, deren Ergebnisse im Frühjahr 2016 vorgestellt wurden. Die repräsentative Studie untersuchte, welche Werte den Menschen in Deutschland wichtig sind und was sie an nachfolgende Generationen weitergeben wollen.

## Es geht nur gemeinsam! Wie wir endlich Geschlechtergerechtigkeit erreichen (2021)
Mit dem 2021 erschienenen Buch legt Allmendinger einen Fahrplan für mehr Gleichberechtigung zwischen Frauen und Männern vor. Laut ihren Analysen haben Frauen und Männer im Durchschnitt die gleichen Bildungschancen und steigen gleich in den Arbeitsmarkt ein. Die ungleichen Chancen zwischen beiden beginnt, sobald Frauen Kinder bekommen. Frauen mit Kindern erledigen mehr unbezahlte Care-Arbeit als Männer (Gender Care Gap), sie arbeiten häufiger in Teilzeit und verdienen daher weniger (Gender Pay Gap). Aus den vorgenannten Gründen haben Frauen weniger Chancen, in Führungspositionen aufzusteigen (Gender Position Gap) und sie haben im Rentenalter eine niedrigere Altersrente (Gender Pension Gap).

„Seit vierzig Jahren entgegnet man mir, dass wir uns in einer Phase des „schnellen“ Übergangs befinden. Die nächsten Frauengenerationen würden es einfacher haben, Gleichstellung sei in Sicht. Etwas Geduld, bitte. Über die Jahrzehnte hinweg habe ich tatsächlich viele Fortschritte erlebt, aber stets mit angezogener Handbremse.“

Die Retraditionalisierung – die Rückkehr in alte Rollenbilder –, die Deutschland laut Allmendinger seit Beginn der COVID-19-Pandemie Anfang 2020 ereilt hat, kann unter anderem nur aufgelöst werden, wenn sich Männer mehr an der Care-Arbeit beteiligen und berufstätige Mütter die Möglichkeit haben, wieder in die Büros zurückzukehren. Durch die Arbeit im Home Office sind sie weniger sichtbar und leisten parallel Aufgaben der Care-Arbeit. Des Weiteren zählt Allmendinger Instrumente wie eine Frauenquote für Führungspositionen, den Umbau des Ehegattensplittings, die Ausweitung des Entgelttransparenzgesetzes oder die Einführung einer 4-Tage-Woche auf, um Geschlechtergerechtigkeit zu erreichen.

## Auszeichnungen und Preise
- DAAD-Stipendium fürs Graduiertenstudium an der University of Wisconsin, Madison, USA (1983/84)
- Krupp Fellowship (1986)
- Harvard Dissertation Merit Fellowship (1987/88)
- Preis der Münchener Universitätsgesellschaft für außergewöhnliche Leistungen in der Lehre (1996)
- Fellowship des Center for Advanced Study in Behavioral Sciences, Stanford CA, USA (1996/97)
- Preis des Deutschen Frauenrings (2003)
- Communicator-Preis (2009)
- Berliner Frauenpreis[24]
- TUM Distinguished Affiliate Professorship der Technischen Universität München (2011)
- Verdienstorden des Landes Berlin (2012)
- Soroptimist International Deutschland Förderpreis (2012)
- Waldemar-von-Knoeringen-Preis (2012)
- Schader-Preis (2013)
- Ehrendoktorwürde der Universität Tampere (2014)
- Preis für herausragende Leistungen auf dem Gebiet der öffentlichen Wirksamkeit der Soziologie (2014)
- Senior Fellow am Center for European Studies der Harvard University (2015)
- Marsilius-Medaille der Universität Heidelberg (2016)[25]
- Helge-Pross-Preis der Universität Siegen (2017)
- Thomas Mann Fellowship 2018 des Villa Aurora & Thomas Mann House e. V.[26]
- Award „25 Frauen, die unsere Wirtschaft revolutionieren“ (2018) des Magazins Edition F[27]
- Fellowship des Center for Advanced Studies der LMU-München (2021)
- Zum Tag der Deutschen Einheit 2013 erhielt sie aus der Hand von Bundespräsident Joachim Gauck das Verdienstkreuz 1. Klasse des Bundesverdienstkreuzes.[28]
- Marie Juchacz-Frauenpreis 2022[29]
- August-Bebel-Preis (2025)[30]

## Ausgewählte Schriften
- Es geht nur gemeinsam! Wie wir endlich Geschlechtergerechtigkeit erreichen. Ullstein Taschenbuch, Berlin 2021, ISBN 978-3-548-06452-9
- mit Jan Wetzel: Die Vertrauensfrage. Für eine neue Politik des Zusammenhalts. Bibliographisches Institut, Berlin 2020, ISBN 978-3-411-75642-1
- Das Land, in dem wir leben wollen. Wie die Deutschen sich ihre Zukunft vorstellen. Pantheon, München 2017, ISBN 978-3-570-55347-3
- mit Ellen von den Driesch: An ever closer union among the peoples of Europe? Rising inequalities in the EU and their social, economic and political impacts. Europäische Kommission, Brüssel 2015
- Schulaufgaben. Wie wir das Bildungssystem verändern müssen, um unseren Kindern gerecht zu werden. Pantheon, München 2012, ISBN 978-3-570-55187-5
- Verschenkte Potenziale? Lebensverläufe nicht erwerbstätiger Frauen. Campus, Frankfurt am Main/New York 2010, ISBN 978-3-593-39266-0
- Frauen auf dem Sprung. Wie junge Frauen heute leben wollen. Pantheon, München 2009, ISBN 978-3-8389-0024-7
- als Hrsg.: Karriere ohne Vorlage. Junge Akademiker zwischen Hochschule und Beruf. Edition Körber-Stiftung, Hamburg 2005, ISBN 978-3-89684-122-3
- mit Stephan Leibfried: Bildungsarmut. In: Aus Politik und Zeitgeschichte (B 21-22/2003). (online bei der Bundeszentrale für politische Bildung).
- mit Thomas Hinz (Hrsg.): Organisationssoziologie. Sonderband Nr. 42 der Kölner Zeitschrift für Soziologie und Sozialpsychologie. Westdeutscher Verlag, Opladen 2002
- Career Mobility Dynamics. A Comparative Analysis of the United States, Norway, and West Germany. Edition Sigma, Berlin 1989